# Spinnin' Records
Spinnin' Records er et uafhængig hollandsk pladeselskab, der blev grundlagt i 1999 af Eelko van Kooten og Roger de Graaf.

## Aktuelle kunstnere
- Afrojack
- Blasterjaxx
- Borgeous
- Calvin Harris
- Chocolate Puma
- Danny Howard
- Dimitri Vegas & Like Mike
- Don Diablo
- DubVision
- DVBBS
- Eelke Kleijn
- Firebeatz
- Jay Hardway
- KSHMR
- Leon Bolier
- Martin Solveig
- Mike Mago
- Moby
- Moguai
- Nervo
- Oliver Heldens
- R3hab
- Sander van Doorn
- Showtek
- Tiesto
- Umek
- Ummet Ozcan
- Vicetone
- VINAI
- Watermät
- Yellow Claw

## Tidligere kunstnere
- Adventure Club
- Alesso
- Arty
- Avicii
- Axwell
- Basto
- Bingo Players
- Cash Cash
- Cédric Gervais
- Dirty South
- Duke Dumont
- Eric Prydz
- Fedde le Grand
- Ferry Corsten
- Hard Rock Sofa
- Hardwell
- Hook N Sling
- Ian Carey
- John Dahlbäck
- Judge Jules
- Junior Sanchez
- Kaskade
- Klingande
- Kurd Maverick
- Laidback Luke
- MaRLo
- Martin Garrix
- Mat Zo
- Max Vangeli
- Michael Brun
- Nicky Romero
- Para One
- Parra for Cuva
- Project 46
- Rune RK
- Sean Tyas
- Sidney Samson
- Sigma
- Simon Patterson
- Starkillers
- Stefano Noferini
- Steve Angello
- Sultan & Ned Shepard
- Tchami
- Tom Swoon
- W&W